# Maisie Richardson-Sellers

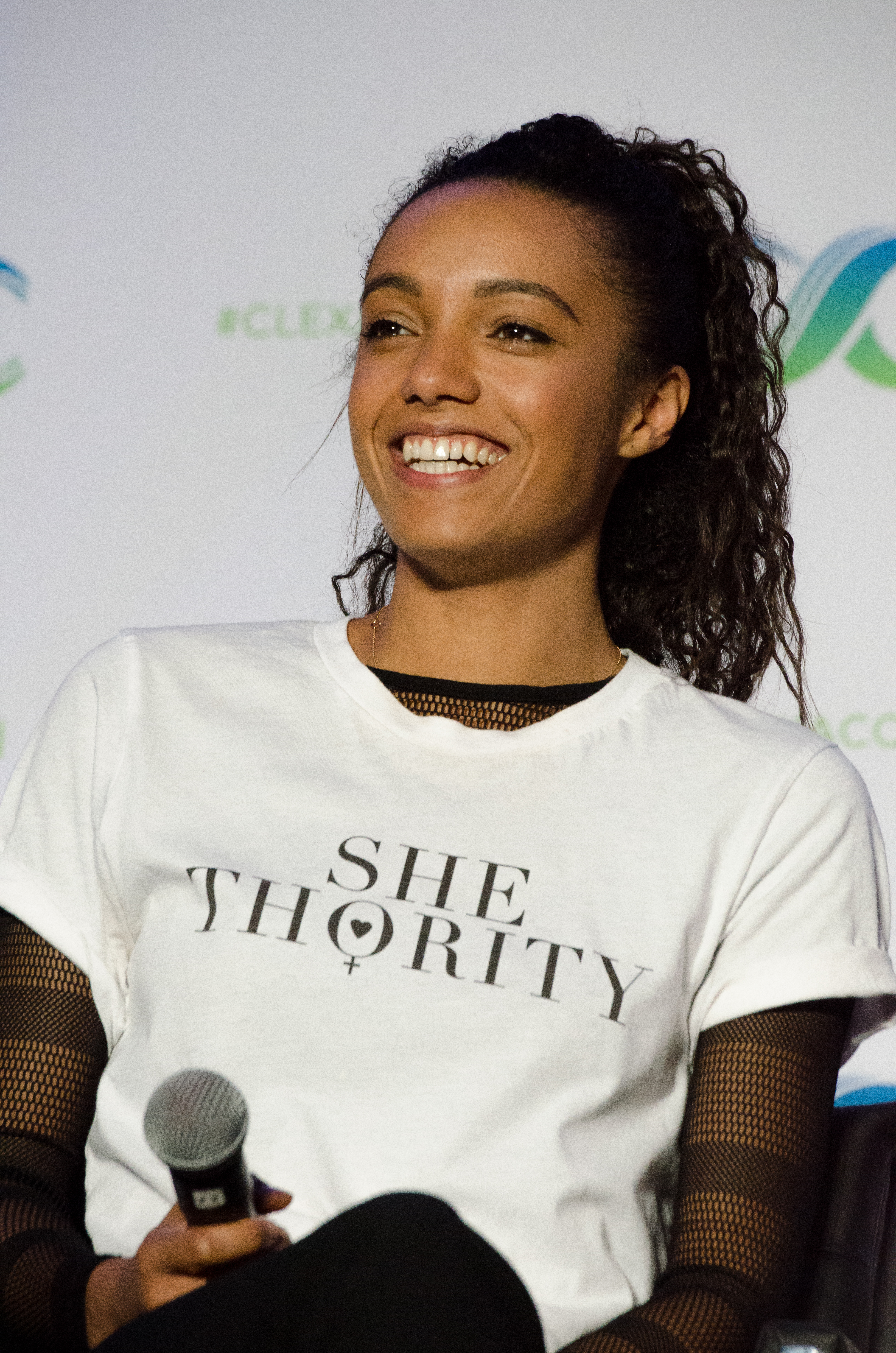
Maisie Richardson-Sellers (2018)

Maisie Richardson-Sellers (ur. 2 marca 1992 w Londynie) – angielska aktorka, która wystąpiła m.in. w serialu Legends of Tomorrow.

## Filmografia

### Filmy
| Rok  | Tytuł                             | Rola           | Uwagi           |
| ---- | --------------------------------- | -------------- | --------------- |
| 2012 | Our First World                   |                | krótkometrażowy |
| 2013 | Americano and Rum                 | Ellie          | krótkometrażowy |
| 2015 | Gwiezdne wojny: Przebudzenie Mocy | Korr Sella     | cameo           |
| 2018 | Melody                            | Melody         | krótkometrażowy |
| 2020 | The Kissing Booth 2               | Chloe Winthrop |                 |
| 2021 | The Kissing Booth 3               | Chloe Winthrop |                 |
| 2023 | Jagged Mind                       | Billie         |                 |

### Telewizja
| Rok             | Tytuł                 | Rola                             | Uwagi              |
| --------------- | --------------------- | -------------------------------- | ------------------ |
| 2014–2015, 2017 | The Originals         | Rebekah Mikaelson / Eva Sinclair | 15 odcinków        |
| 2016            | Of Kings and Prophets | Mikal                            | w gł. obs.; 9 odc. |
| 2016–2020       | Legends of Tomorrow   | Amaya Jiwe / Vixen; Charlie      | w gł. obsadzie     |
| 2022            | The Undeclared War    | Kathy Freeman                    | w gł. obsadzie     |